# Molossus paranaensis
Molossus paranaensis és una espècie de ratpenat de la família dels fil·lostòmids. És endèmic de l'est de l'Argentina. Habita entorns secs en herbassars de pampa, matollars i zones humides àrides i medis creats per la mà humana, com ara edificis en ciutats i camps de conreu. Es tracta d'una espècie de Molossus de mida mitjana, amb una llargada total d'entre 90,31 i 115 mm. Té el pelatge dorsal de color marró fosc i el ventral de tonalitats més clares. El seu nom específic, paranaensis, significa ‘del Paraná’ i es refereix al riu que domina la seva distribució geogràfica. Com que fou descobert fa poc, encara no se n'ha avaluat l'estat de conservació.